# Druhá vláda Wilhelma Marxe
Druhá vláda Wilhelma Marxe byla vláda Německé říše v období Výmarské republiky působící od 27. května 1924 do 15. ledna 1925.
Kabinet měl 10 členů a tvořila ho koalice Centra, Německé demokratické strany (DDP) a Německé lidové strany (DVP) s ministerstvy rozdělenými v poměru 3:3:2. Ve vládě byli dva nestraníci. Post ministra spravedlnosti zůstal neobsazený. Jednalo se o menšinový kabinet (celkem 138 křesel v 459 členném směnu), který se opíral převážně o toleranci sociálních demokratů.

## Předcházející události

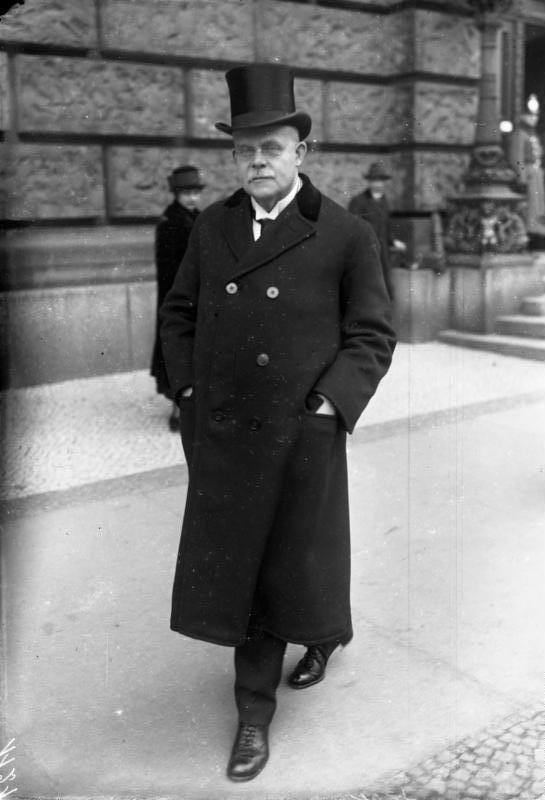
Wilhem Marx v roce 1925

Předchozí kabinet kancléře Marxe dokázal během svého mandátu stabilizovat jak hospodářskou, tak vnitropolitickou situaci. V půlce února 1924 skončila platnost zmocňovacího zákona, který dával kabinetu speciální pravomoci pro boj s ekonomickou krizí a k potlačování povstání. Opozice se okamžitě chopila šance a chtěla úsporná opatření zrušit. Kancléř Marx to nehodlal dopustit a požádal prezidenta o rozpuštění sněmu. Květnové parlamentní volby přinesly porážku vládní stran a lidovci a němečtí demokraté výrazně oslabili. Na druhou stranu nacionalisté z DNVP ve spojení s Agrárním svazem dokázali získat více mandátů než dosud nejsilnější sociální demokraté. Těm přebrali voliče hlavně komunisté.

## Sestavování vlády
Pro dojednání Dawesova plánu, který by Němcům upravil kalendář placení reparací a přivedl by do země investice z USA a Velké Británie, potřeboval být sněm akceschopný, a tak kabinet kancléře Marxe chtěl zůstat v úřadu i po prohraných volbách. Však nacionalisté, ani koaliční partneři vládu nepodpořili. Koaliční vyjednávání začala od 21. května a posílení nacionalisté chtěli hrát při sestavování vlády zásadní roli. Jejich odmítavý postoj k Dawesovu plánu a trvání na osobě velkoadmirála Tirpitze jako budoucího kancléře jim ale velice snižoval koaliční potenciál. Lidovci donutili resignovat Marxův kabinet 26. května. Prezident Ebert pověřil sestavením nové vlády opět Wilhelma Marxe z Centra. DNVP si kladla za podmínky pro vstup do vlády odvolání ministra zahraničí Stresemanna a začlenění jejich zástupců do zemské vlády Pruska. Marx přerušil vyjednávání 3. června 1924 a ve stejný den zformoval staronovou koalici skládající se z Centra, lidovců a demokratů. K vládě se tentokrát nepřipojili zástupci Bavorské lidové strany. Menšinová vláda se opírala o toleranci sociálních demokratů.
Ministerské posty zůstaly téměř zcela beze změn jako tomu bylo v první Marxově vládě. Pouze státní sekretář Curt Joël byl pověřen vedením ministerstva spravedlnosti, které uvolnil zástupce BVP. Ministerstvo obnovy bylo prezidentským dekretem 11. května 1924 zrušeno.

## Politika vlády
Za nejvýznamnější čin vlády lze považovat podepsání Dawesova plánu. Podepsal ho za Němce 16. srpna 1924 v Paříži ministr zahraničí Stresemann. Hlavními body smlouvy se stalo stažení všech cizích vojsk z Porúří, snížení ročních plateb reparací na jeden milion marek v prvním roce se zvyšující se tendencí až k dvěma a půl milionu marek po pěti letech, reorganizace Říšské banky pod dohledem dohodových zástupců a především půjčka 200 miliónů dolarů formou amerických dluhopisů. Finanční injekce výrazně nastartovala německou ekonomiku.

## Konec vlády
Vládní lidovci chtěli za každou cenu zahrnout do koalice svého hlavního volebního rivala z DNVP. Nutně potřebovali, aby se nacionalisté podíleli na zodpovědnosti za vládní rozhodnutí, a tak přestali přebírat lidovecké voliče. V říjnu 1924 byla jejich snaha zablokována německými demokraty, kteří účast nacionalistů ve vládě odmítli. Kancléři Marxovi se nepodařilo vyjednat s DDP ani toleranci menšinové vlády Centra, lidovců a nacionalistů, a tak požádal prezidenta o rozpuštění sněmu. Ten byl rozpuštěn 20. října 1924. Prosincové předčasné volby přinesly oslabení extrémistických stran (komunisté ztratili 17 a nacisté 18 křesel) a posílení sociálních demokratů a nacionalistů. Po volbách bylo možno vytvořit dvě koaliční vlády s většinou ve sněmu, a to středolevou SPD/Centrum/DDP/DVP nebo středopravou Centrum/DDP/DVP/DNVP. Jednání ale k žádnému kompromisu nevedla, jelikož lidovci odmítli vládnout s sociálními demokraty a DDP zase s nacionalisty. Marx podal demisi 15. prosince 1924 a nakonec se 9. ledna 1925 vzdal možnosti sestavit vládu. S alternativním plánem na sestavení fungujícího kabinetu přišel nestraník a ministr financí Hans Luther. Strany měly za sebe nanominovat odborníka, který by nebyl jejich členem. Zbývající místa by byla doplněna nezávislými technokraty. Návrh slavil úspěch a své zástupce nanominovaly DNVP, DVP, BVP a Centrum. Vznikla tzv. první vláda kancléře Luthera, kterou tolerovala i DDP.

## Seznam členů vlády

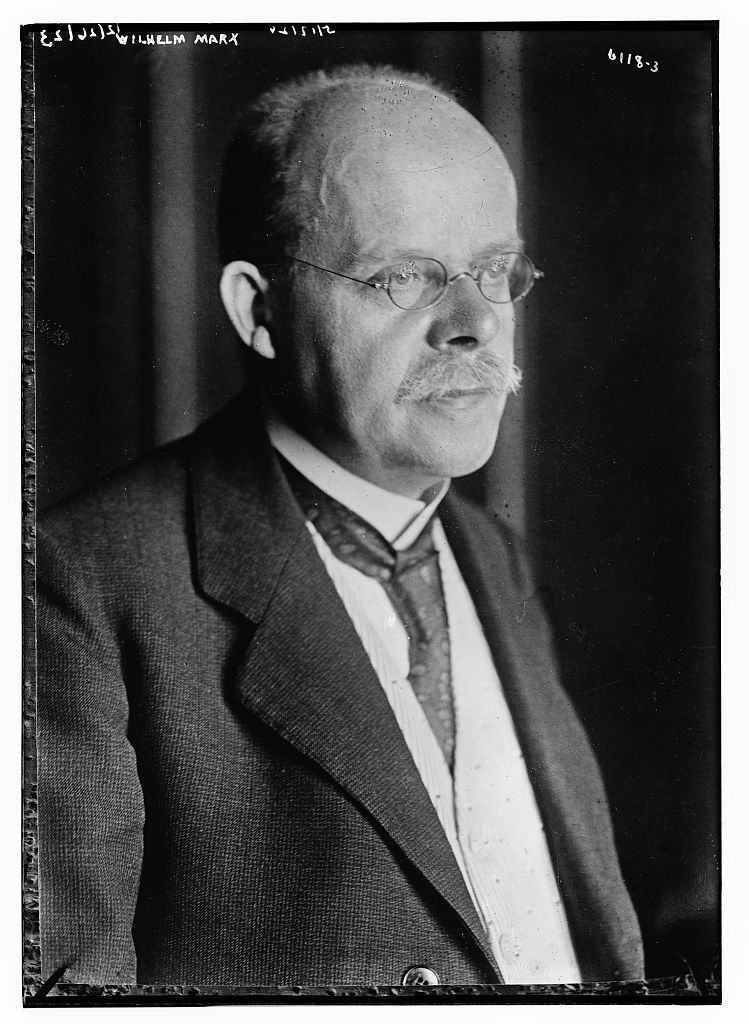
Kancléř Wilhelm Marx

| Portfej              | Ministr                     | Strana | Strana      | Nástup do úřadu | Odchod z úřadu |
| -------------------- | --------------------------- | ------ | ----------- | --------------- | -------------- |
| říšský kancléř       | Wilhelm Marx                |        | Centrum     | 27. května 1924 | 15. ledna 1925 |
| vicekancléř          | Karl Jarres                 |        | DVP         | 27. května 1924 | 15. ledna 1925 |
| vnitro               | Karl Jarres                 |        | DVP         | 27. května 1924 | 15. ledna 1925 |
| zahraničí            | Gustav Stresemann           |        | DVP         | 27. května 1924 | 15. ledna 1925 |
| finance              | Hans Luther                 |        | bezpartijní | 27. května 1924 | 15. ledna 1925 |
| hospodářství         | Eduard Hamm                 |        | DDP         | 27. května 1924 | 15. ledna 1925 |
| práce                | Heinrich Brauns             |        | Centrum     | 27. května 1924 | 15. ledna 1925 |
| ozbrojené síly       | Otto Geßler                 |        | DDP         | 27. května 1924 | 15. ledna 1925 |
| výživa a zemědělství | Gerhard von Kanitz          |        | bezpartijní | 27. května 1924 | 15. ledna 1925 |
| okupované oblasti    | Anton Höfle pověřen řízením |        | Centrum     | 27. května 1924 | 15. ledna 1925 |
| pošty                | Anton Höfle                 |        | Centrum     | 27. května 1924 | 15. ledna 1925 |
| doprava              | Rudolf Oeser                |        | DDP         | 27. května 1924 | 12. října 1924 |